# パトリック・モイシオ
パトリック・モイシオ（Patrik Moisio、1992年2月4日 - ）は、フィンランド共和国南西スオミ県トゥルク出身のプロアイスホッケー選手である。ポジションは左ウィング。

## 経歴
SMリーガにはポリン・アサット所属で2012-13シーズンに初出場。
2017-18シーズンに怪我で離脱のヤッセ・ニーニマキに替わり急遽来日。しかしシーズン終了を待たず契約満了で解雇となった。その後4週間のトライアルでコベントリー・ブレイズに入団した。